# Villa Priuli
Villa Priuli, nota anche come villa Soranzo-Talpo-Petrobelli, è una villa veneta situata nel comune di Due Carrare, a circa venti chilometri da Padova.
Progettata dall'architetto Vincenzo Scamozzi per la famiglia Priuli, la costruzione della villa iniziò nel 1597. Nonostante la sua prestigiosa origine, la villa non ha ricevuto grande attenzione nella storiografia architettonica.

## Storia

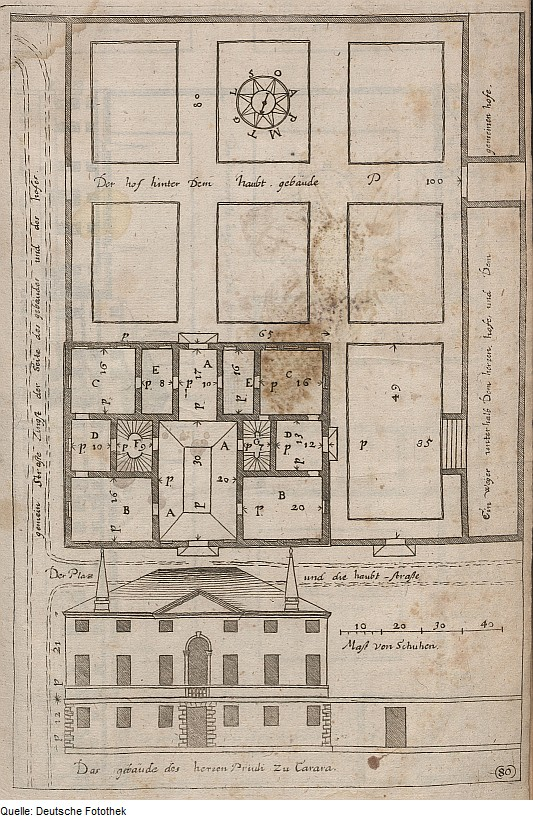
Vincenzo Scamozzi, Fabriche de' clarissimi signori Priuli a Carrara, silografia da Du Ry, Oeuvres d'architecture [...], Leida, 1713.

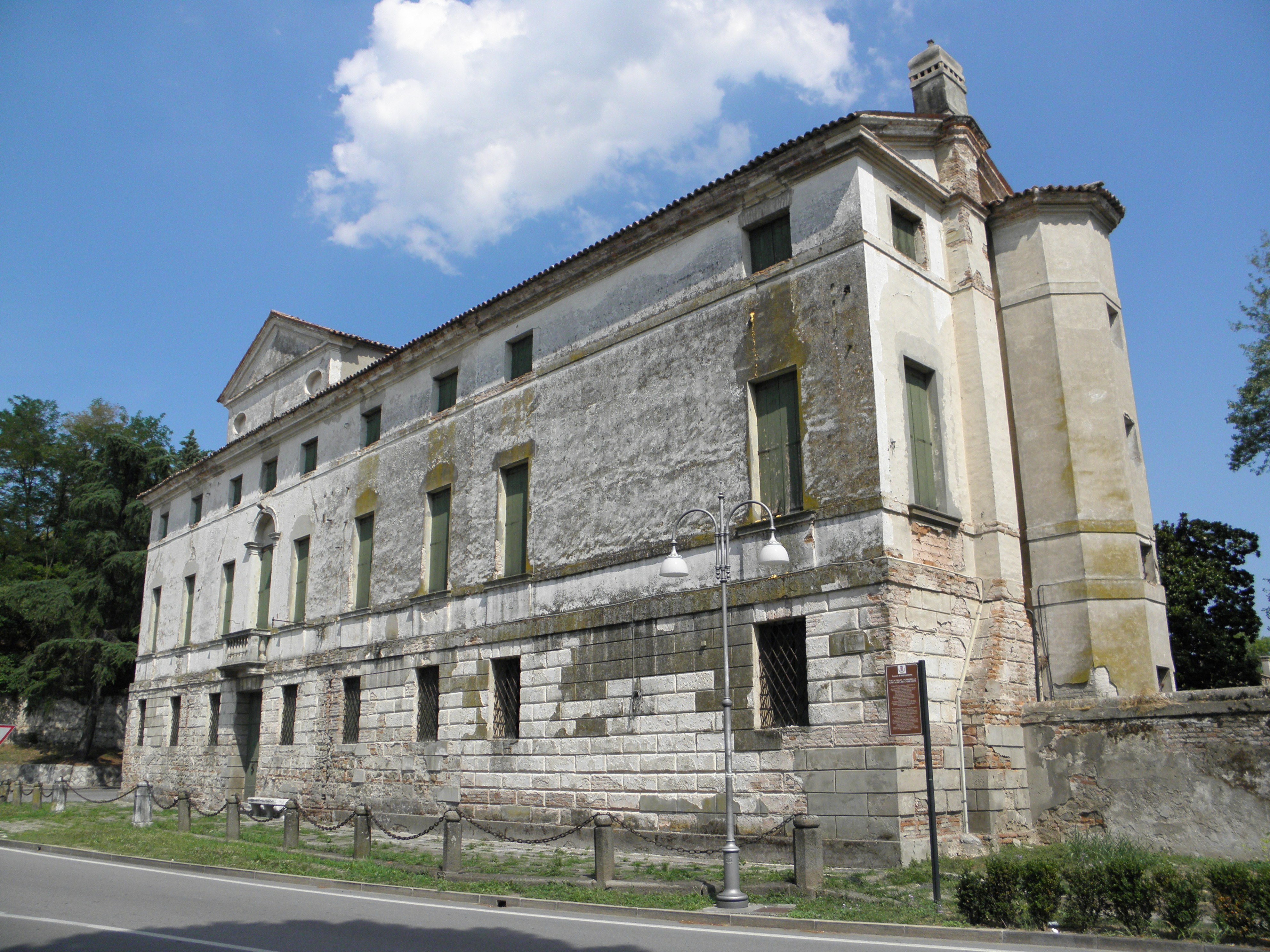
Villa Priuli-Petrobelli

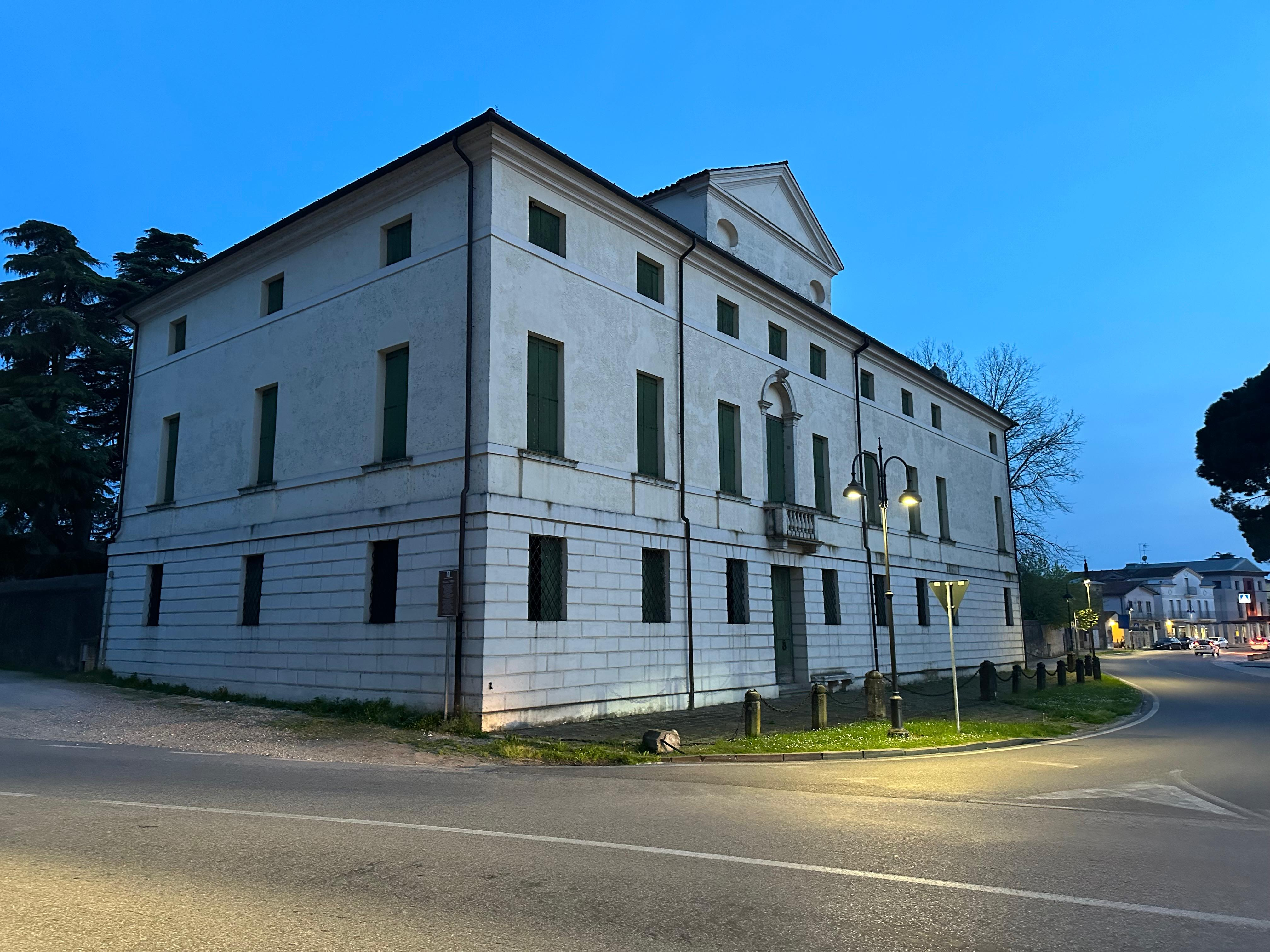
Villa Priuli dopo il restauro

La villa viene menzionata per la prima volta da Vincenzo Scamozzi nel 1615 nella sua opera L'idea dell'architettura universale.
Sebbene il disegno originale dell'edificio non sia presente nell'opera di Scamozzi, esso venne pubblicato nel 1713 da Simon Louis du Ry.
Successivamente, nel 1935, l'artista Keith Grant identificò l'esistenza di un autografo di Scamozzi conservato a Chatsworth, in Inghilterra, all'interno della collezione del Duca di Devonshire. Questo autografo include studi planimetrici e documenti relativi ai sopralluoghi effettuati dall'architetto in cantiere, permettendo di fissare la data di inizio dei lavori all'8 luglio 1597.
Nel corso degli anni, la villa ha subito ampliamenti, specialmente sul lato ovest, e modifiche al timpano rispetto al progetto originale.